# Foca (sous-marin, 1937)
Pour les articles homonymes, voir Foca et Foca (sous-marin).
Le Foca est un sous-marin mouilleur de mines italien, navire de tête de la classe Foca construit à la fin des années 1930 pour la Marine royale italienne. 

## Conception et description
Les sous-marins de la classe Foca étaient des versions améliorées du précédent Pietro Micca. Ils déplaçaient 1 326 tonnes en surface et 1 651 tonnes en immersion. Les sous-marins mesuraient 82,85 mètres de long, avaient une largeur de 7,17 mètres et un tirant d'eau de 5,2 mètres. Ils avaient une profondeur de plongée opérationnelle de 90 mètres. Leur équipage comptait 60 officiers et hommes.
Pour la navigation de surface, les sous-marins étaient propulsés par deux moteurs diesel de 1 440 chevaux (1 074 kW), chacun entraînant un arbre d'hélice. En immersion, chaque hélice était entraînée par un moteur électrique de 625 chevaux-vapeur (466 kW). Ils pouvaient atteindre 15,2 nœuds (28,2 km/h) en surface et 7,4 nœuds (13,7 km/h) sous l'eau. En surface, la classe Foca avait une autonomie de 7 800 milles nautiques (14 400 km) à 8 nœuds (15 km/h), en immersion, elle avait une autonomie de 120 milles nautiques (220 km) à 7 nœuds (13 km/h).
Les sous-marins étaient armés de six tubes lance-torpilles internes de 53,3 centimètres (21,0 pouces), quatre à l'avant et deux à l'arrière, pour lesquels ils transportaient huit torpilles. Ils étaient également armés d'un canon de pont de 100 millimètres (4 pouces) calibre L/47 pour le combat en surface. Le canon était initialement monté à l'arrière de la tour de contrôle (kiosque), mais celui-ci a été replacée sur le pont avant plus tard dans la guerre dans les sous-marins survivants et la grande tour de contrôle a été reconstruite en un modèle plus petit. Leur armement anti-aérien consistait en deux paires de mitrailleuses de 13,2 mm. Les Foca transportaient un total de 36 mines. Vingt mines étaient stockées dans une chambre centrale, tandis que les 16 autres étaient conservées dans deux lanceurs arrières par lesquelles les mines étaient éjectées.

## Construction et mise en service
Le Foca est construit par le chantier naval Cantieri navali Tosi di Taranto (Tosi) de Tarante en Italie, et mis sur cale le 15 janvier 1936. Il est lancé le 27 juin 1937 et est achevé et mis en service le 6 novembre 1937. Il est commissionné le même jour dans la Regia Marina.

## Histoire du service
Le Foca a eu une courte vie opérationnelle. Le 13 juin 1940, alors qu'il avait l'intention de poser des mines au large d'Alexandrie, il est attaqué au canon par les destroyers HMS Decoy (H75) et HMS Voyager (D31). Devant plonger, il subit alors une attaque de grenades sous-marines mais en sort indemne,,.
Peu de temps après, il effectue - à cause des grands espaces faits pour les mines - une mission de transport de fournitures de Tarente à Lero, retournant au port des Pouilles le 15 septembre 1940.
Le 8 octobre 1940, il part pour sa troisième mission : il aurait dû poser des mines près du port de Haïfa, base navale britannique en Palestine, mais on n'en entend plus parler de lui.
La seule hypothèse plausible est qu'il a sauté sur une mine dans les jours qui se sont écoulés entre le 12 et le 15 octobre. On ne peut pas savoir si la mine appartenait à un champ de mines défensif britannique ou si c'était l'explosion accidentelle d'une des mines que le Foca posait,.
Avec la disparition du sous-marin, 69 hommes : le commandant (le capitaine de corvette Mario Ciliberto), 7 officiers et 61 sous-officiers et marins meurent dans ce naufrage.
Le Foca n'avait effectué que trois missions de guerre, couvrant un total de 2 063 milles nautiques (3 820 km) en surface et 293 milles nautiques (542 km) sous l'eau.